# Gemerská Panica
Gemerská Panica – wieś (obec) na Słowacji położona w kraju koszyckim, w powiecie Rożniawa. Pierwsze wzmianki o miejscowości pochodzą z roku 1247. 
Według danych z dnia 31 grudnia 2012, wieś zamieszkiwało 657 osób, w tym 343 kobiety i 314 mężczyzn.
W 2001 roku rozkład populacji względem narodowości i przynależności etnicznej wyglądał następująco:
- Słowacy – 51,99%
- Czesi – 0,55%
- Romowie – 0,27%
- Węgrzy – 46,78%

Ze względu na wyznawaną religię struktura mieszkańców kształtowała się w 2001 roku następująco:
- Katolicy rzymscy – 44,99%
- Grekokatolicy – 0,55%
- Ewangelicy – 12,76%
- Husyci – 0,14%
- Ateiści – 21,54%
- Nie podano – 3,84%